# Единый реестр досудебных расследований Украины
Единый реестр досудебных расследований Украины (ЕРДР) — электронная система, созданная в соответствии с требованиями нового Уголовно-процессуального кодекса Украины 2012 года. Следователь, прокурор безотлагательно, но не позднее 24 часов после подачи заявления, сообщения о совершенном уголовном преступлении или после самостоятельного выявления им из любого источника обстоятельств, которые могут свидетельствовать о совершении уголовного преступления, обязан внести соответствующие сведения в Единый реестр досудебных расследований и начать расследование (ч. 1 ст. 214 УПК Украины). Досудебное расследование начинается с момента внесения сведений в Единый реестр досудебных расследований. Положение о Едином реестре досудебных расследований, порядок его формирования и ведения утверждаются Генеральной прокуратурой Украины по согласованию с Министерством внутренних дел Украины, Службой безопасности Украины, органом, осуществляющим контроль за соблюдением налогового законодательства. Во исполнение данной нормы УПК Генеральной прокуратурой Украины издан приказ № 69 от 17.08.2012 г. «О едином реестре досудебных расследований», которым утверждено положение о порядке ведения ЕРДР.